# Escuela Técnica Superior de Edificación (Universidad Politécnica de Madrid)
La Escuela Técnica Superior de Edificación (ETSE) es un centro docente de la Universidad Politécnica de Madrid. Se encuentra en la Ciudad Universitaria de Madrid (España).
Está compuesta por cuatro departamentos: Construcciones Arquitectónicas y su Control, Tecnología de la Edificación, Matemática Aplicada a la Edificación y Lingüística Aplicada a la Ciencia y la Tecnología.
La escuela engloba a 3.277 estudiantes, 166 profesores y 64 miembros de PAS (Personal de Administración y servicios). El centro cuenta con 15 aulas teóricas, 4 aulas gráficas normales y una gran aula gráfica para exámenes con capacidad para más de 300 estudiantes, varias salas polivalentes, un aula museo de construcción, laboratorios de física y materiales, aula de instalaciones y siete aulas de informática.
El aula-museo de construcción dispone de 120 unidades de obra a escala 1:1, con sus correspondientes leyendas descriptivas y con los mismos materiales y técnica constructiva que se ha utilizado o utiliza en la actualidad. Ocupando una superficie de 420 m². En el vestíbulo del Aula Museo están realizadas 42 muestras de revestimientos tradicionales. Para completar su estudio, el alumno se desenvuelve por dos pasarelas que facilitan la visión de determinadas unidades a diferentes niveles.

## Historia
En 1935 se establece la intervención obligatoria del aparejador en toda obra de Arquitectura, y por Decreto de 10 de agosto de 1955, las Escuelas Oficiales de Aparejadores quedan desvinculadas de las de Arquitectura.
El 10 de marzo de 1958 el director general de Enseñanzas Técnicas se dirige al Director de la Escuela, D. Fernando Madrazo y Torres para que proponga tres Arquitectos que redacten urgentemente un proyecto de Obras para construir la entonces llamada Escuela Técnica de Aparejadores de Madrid.
Un año después se aprueba el proyecto de obras de construcción del edificio y posteriormente en diciembre de 1960 se adjudican las obras finalizándose la construcción en el año 1962.
Los estudios alcanzan rango universitario con la Ley General de Educación de 4 de agosto de 1970, que dispone la integración de las Escuelas de Arquitectura Técnica estatales en las respectivas Universidades.
La Ley 4/86 de Atribuciones para los Aparejadores y Arquitectos Técnicos marca un hito que influirá sin duda en la enseñanza de la Arquitectura Técnica.
Hasta el año 2013 el centro recibía el nombre de Escuela Universitaria de Arquitectura Técnica. Debido a la incorporación al Espacio Europeo de Educación Superior, y el cambio en las titulaciones impartidas, en agosto de aquel año la escuela cambia su nombre al actual.

## Titulaciones
La escuela imparte actualmente tres, desde el curso 1965-1966 el título oficial de Arquitecto Técnico, en el que no se admiten nuevas admisiones ya que está en extinción, el título de grado de Ingeniero de la edificación, que se imparte el primer curso desde 2009, y desde 2015 un doble grado de Edificación y Administración y Dirección de Empresas. Para acceder a la titulación de Grado en Ingeniería de la Edificación existe un curso adaptación para titulados en Arquitectura Técnica que se imparte desde 2009.
Hasta el año 2009 se ofertaba el primer título oficial de posgrado, el Máster oficial TÉCNICAS Y SISTEMAS DE EDIFICACIÓN, actualmente en extinción. Para el curso 2010/11 se ofertarán dos nuevos títulos, El Máster Universitario en “Innovación Tecnológica en Edificación”, con perfil de especialización y de investigador, y El Máster Universitario “Gestión en Edificación”, con perfil de especialización exclusivamente.
La escuela cuenta desde la implantación del máster con un programa de doctorado. La primera tesis doctoral se leyó en el año 2010.
También cuenta con un máster propio: Inteligencia Creativa, Diseño y Comunicación, y con varios programas de másteres en colaboración con la Fundación Escuela de la Edificación: Máster en Estructuras de la Edificación, Máster en Instalaciones de la Edificación, Máster en Organización y Técnicas de Edificación, Máster en Economía Inmobiliaria (MEI), Máster en Recuperación y Gestión del Patrimonio Construido, Curso de Especialidad en el Perfeccionamiento de la Coordinación de la Seguridad y Salud en las Obras de Construcción y Curso de Especialidad en Técnicas de Protección contra Incendios en Edificación.

## Convenios internacionales
La Escuela Técnica Superior de Edificación de Madrid cuenta con 25 convenios de intercambio de alumnos, 22 de ellos Erasmus y 3 Magalhaes. Además tiene un convenio con la Universidad de La Habana, ofreciendo 30 plazas para realizar parte del Proyecto Fin de Carrera en Cuba.

## Ranking
La Escuela Técnica Superior de Edificación Universidad Politécnica de Madrid está clasificada como la mejor de España según El Mundo, delante (en este orden) de la Universidad de Sevilla, Universidad politécnica de Cataluña, la Universidad de La Coruña o la Universidad CEU San Pablo.
Destacan de ella que se encuentran "Inmersos en un proyecto de mejora continua, cuentan con un programa de acción tutorial para los estudiantes de nuevo ingreso así como un programa de mentorías. Además, prácticamente todos los alumnos encuentran trabajo antes de acabar la carrera. RASGO DESTACADO: Estrenan un Máster Oficial en Técnicas y Sistemas de Edificación".

## Participación estudiantil
En la Escuela existen varias asociaciones de estudiantes que desarrollan distintas actividades.
La mayoría de las actividades tienen cabida en la denominada "Semana Cultural", realizada generalmente en el mes de abril. En esta semana se realizan diferentes torneos, competiciones y muestras, finalizándose el jueves con una gran fiesta "San Cemento". Es tradicional realizar el concurso de albañilería, en el que los alumnos por grupos deben construir un elemento que les es encargado por la Tuna de la Escuela, organizadora del concurso (en los últimos años han tenido que construir un dintel y una barbacoa).

### Asociación Cultural
Es la más antigua asociación de la escuela, creada en 1976.
Realiza y organiza acciones de gran interés como:
- Concursos de fotografía.
- Cursos de informática.
- Cursos de pintura.
- Actividades referentes a juegos de simulación.
- Exposición de figuras y maquetas.

### Cachibache
Es la asociación teatral de la Escuela de Aparejadores.
Esta Asociación interviene también en diversas actividades culturales organizadas por la Escuela en la Semana Cultural como el Pasaje del Terror y el Pasaclases.

### TokATmas
Es la asociación musical. En la Asociación Musical de la Escuela se puede participar en:
- Intercambio de partituras de distintas piezas musicales.
- Organización y creación de una cedeteca entre los alumnos de los Centros de la UPM.
- Clases de guitarra.
- Ensayos musicales.
- Clases de solfeo.

Además también posibilita la asistencia a conciertos, certámenes y otros acontecimientos musicales.

### Club Deportivo
El Club Deportivo Arquitectura trata de conciliar el deporte con la vida del estudiante universitario. Desde esta asociación se pretende:
- Promover el desarrollo de actividades competitivas entre sus miembros.
- Participar en las distintas competiciones o torneos que se organicen.
- Colaborar en la programación y organización de estas actividades.
- Cuantas actividades puedan resultar útiles para el desarrollo físico-deportivo de sus miembros.

### Cine Club “Arquitectónicos”
Una de las principales actividades del Cine Club Arquitectónicos es la recopilación de películas de interés, bien por su reciente estreno, bien por tratarse de grandes clásicos del cine. A través de esta asociación se podrá acceder a infinidad películas, intercambiarlas o visualizarlas a través de las proyecciones de películas y cine-forums que organiza el Club.

### Tuna
La Tuna de la Escuela Técnica Superior de Edificación pretende fomentar la vocación musical de sus asociados, así como participar en cuantos certámenes se organicen. En esta línea las actividades que regularmente se realizan se refieren a:
- Participación en el "Certamen de Tunas de la UPM".
- Participación en "Muestras y Certámenes de Tunas" en diferentes provincias españolas.
- Colaboración con la Cruz Roja.
- Visita a asilos y residencias.
- Viajes al extranjero.

### Zerca y Lejos
Desde el curso 2003/2004 la Escuela de Arquitectura Técnica de la Universidad Politécnica de Madrid se encuentra implicada con los proyectos de la ONGD Zerca y Lejos gracias a la creación de la Asociación Zerca y Lejos EUATM.
Zerca y Lejos es una Organización No Gubernamental para el Desarrollo (O.N.G.D.) fundada en Madrid a finales del año 2000, que nació con la intención de posibilitar nuevas vías de servicio solidario donde muchas personas pudieran colaborar con tareas de desarrollo en el tercer mundo. Zerca y Lejos trabaja para que sea reconocida la dignidad de todo ser humano por encima de raza, cultura o condición social, y lucha para mejorar la calidad de vida desde una opción preferencial por los más pobres, marginados y excluidos.
El trabajo de esta ONGD se centra en el Subdepartamento de Bengbis, en la región Sur de Camerún. Dicha labor se realiza junto a las comunidades locales, contrapartes, con las que nos unen vínculos de cooperación solidaria. Son los principales beneficiarios quienes además, nos ayudan a identificar los proyectos y toman las decisiones fundamentales para su ejecución sobre el terreno.
Zerca y Lejos se divide en cuatro planes en busca de un desarrollo integral: salud, educación, animación al desarrollo socioeconómico y habitabilidad básica e infraestructuras. Es en este último plan dónde, los arquitectos técnicos colaboran, gracias a su formación técnica en construcción, en gran medida.
Desde entonces han sido y siguen siendo muchos, los alumnos de la Escuela que de una manera u otra se han implicado en los proyectos que la organización lleva a cabo en Camerún. Gracias al gran número de alumnos que colaboran como voluntarios en Zerca y Lejos, el vínculo entre la ONGD y la Escuela cada día es mayor, contribuyendo a que la calidad de los proyectos de habitabilidad básica e infraestructuras vaya en aumento cada año. Esto se consigue gracias a las aportaciones económicas y a los que de forma voluntaria y desinteresada deciden trasladarse a Camerún a aportar su trabajo y esfuerzo.
La labor de la Asociación Zerca y Lejos EUATM es la de llevar a cabo acciones de sensibilización dentro de la Escuela tales como cineforums, talleres, charlas así como organizar cada año la "Semana Solidaria de la EUATM".